# Коле дел Лупо (Пистоја)
Коле дел Лупо је насеље у Италији у округу Пистоја, региону Тоскана.
Према процени из 2011. у насељу је живело 32 становника. Насеље се налази на надморској висини од 102 м.